# Lydol
Lydol, de son vrai nom Dolly Sorel Nwafo, est une slameuse et auteure-compositeure camerounaise, née le 15 septembre 1994 à Yaoundé (Cameroun).

## Biographie
Lydol est née le 15 septembre 1994 à Yaoundé au Cameroun et est originaire de la région de l’Ouest du Cameroun. Elle fait ses études secondaires au collège de la Retraite où elle s’initie à la scène. Lydol est titulaire d’un master 2 en sciences économiques option Ingénierie économique et financière obtenu à l’université de Yaoundé II.

Dès 2009, au Cameroun, elle prend part à une compétition locale dénommée Challenge Vacances. Elle va jusqu’en demi-finale avant d’en être vainqueur l’année suivante dans la catégorie slam.

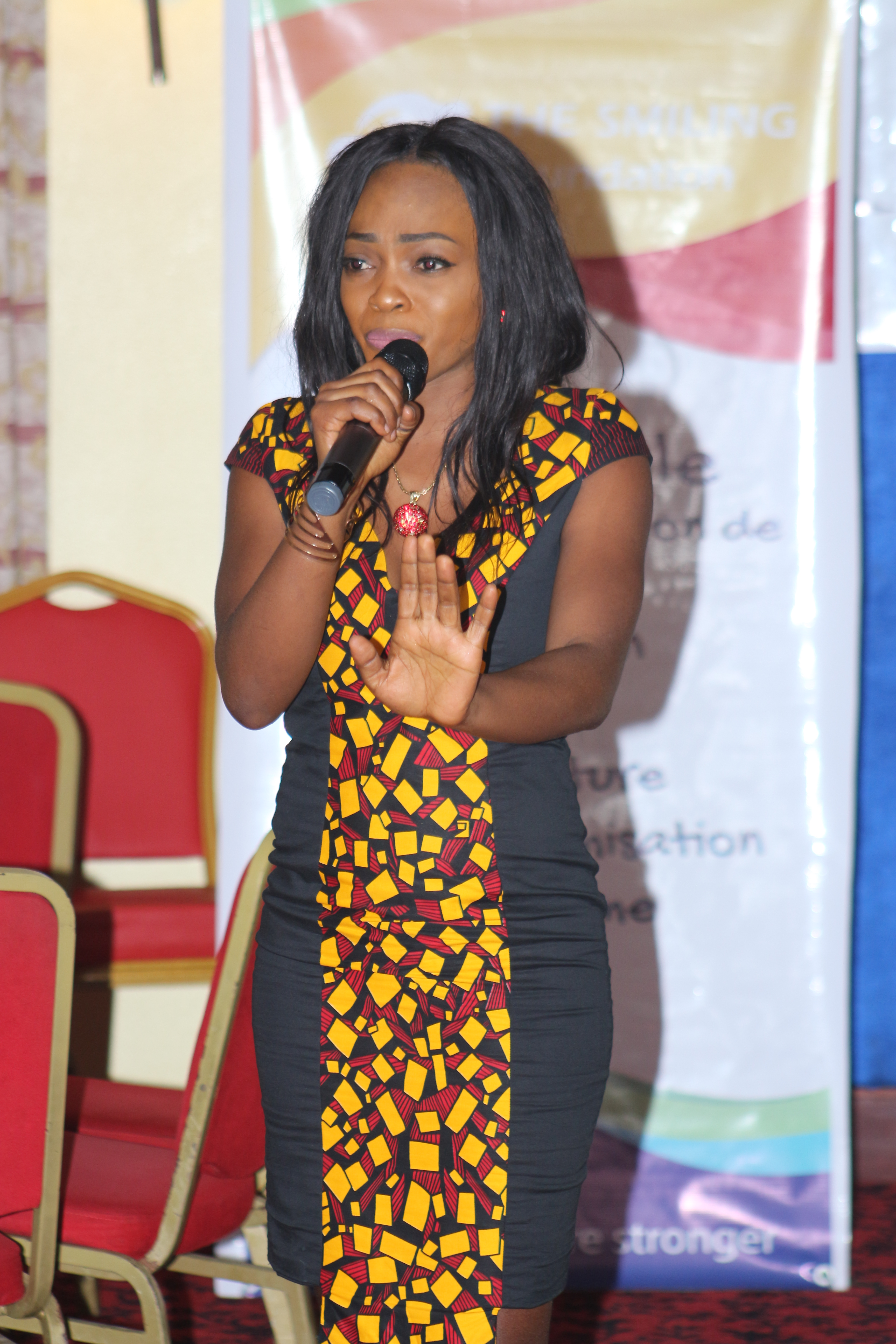
Pendant une session de l'atelier Style Haut à Stylo

Sa passion pour le slam naît dès l’année 2010 et c’est à partir de ce moment qu’elle multiplie les plateaux et salles de spectacle de la ville de Yaoundé.
En 2013, après plusieurs prix gagnés au Cameroun à l’instar de Ressort Jeunes Talents organisé par le Centre Culturel Francis Bebey et le Spoken Word Project organisé par l'Institut Goethe, elle représente le Cameroun en Angola dans le cadre de la rencontre panafricaine du Spoken Word Project.
En 2014, accompagnée du slameur camerounais Stone Karim Mohamad, elle est porte drapeau du Cameroun à Durban en Afrique du Sud au Poetry Africa Festival : Un festival réunissant plus de 20 slameurs venant de plusieurs continents.
En 2016, elle représente le Cameroun comme slameuse à la compétition panafricaine, L'Afrique a un incroyable talent à Abidjan où elle émerveille le jury composé de Angélique Kidjo, Claudia Tagbo et Fally Ipupa. Elle sera d’ailleurs la seule de sa catégorie.
Elle est la coordonnatrice du projet Science Slam Cameroun qui est depuis cette année 2017 à sa cinquième édition. 

## Discographie

### Album
- 2018 : Slamthérapie

### EP
- 2024 : Fragile[9]

### Singles
- 2019: Le Ndem
- 2019 : Yélé
- 2021 : Bango Bango avec Aveiro Djess
- 2023 : Ndolo Bobe avec Cysoul

### Collaborations
- 2019 : Roma de Cysoul
- 2024: Cesser de King Arthur FB
- 2024 : Les yeux  de Xzafrane[10].